# Tom Sharkey
Tom Sharkey (Dundalk, 25 novembre 1874 – 17 aprile 1953) è stato un pugile statunitense.
La International Boxing Hall of Fame lo ha riconosciuto fra i più grandi pugili di ogni tempo.
La rivista Ring Magazine lo considera tra i 100 più grandi pugili di ogni tempo.

## Gli inizi
Ebbe una vita avventurosa fin dagli inizi, scappando da casa dalla natia Irlanda per imbarcarsi. Divenne professionista nel 1893.

## La carriera
Fu uno dei più grandi pesi massimi di fine ‘800, antagonista di James J. Corbett e di Bob Fitzsimmons, si batté anche due volte con James J. Jeffries.